# Johanna von Puttkamer

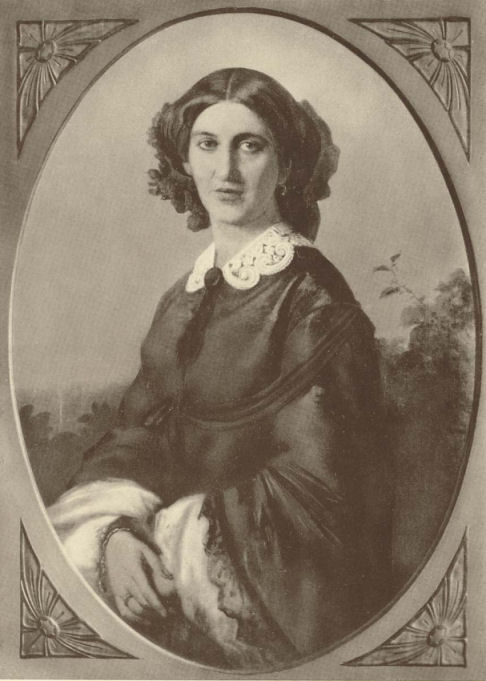
Johanna von Bismarck (1857)

Johanna Friederike Charlotte Dorothea Eleonore, Fürstin von Bismarck, geb. von Puttkamer (* 11. April 1824 in Viartlum, Pommern; † 27. November 1894 in Varzin) war die Ehefrau Otto von Bismarcks.

## Leben

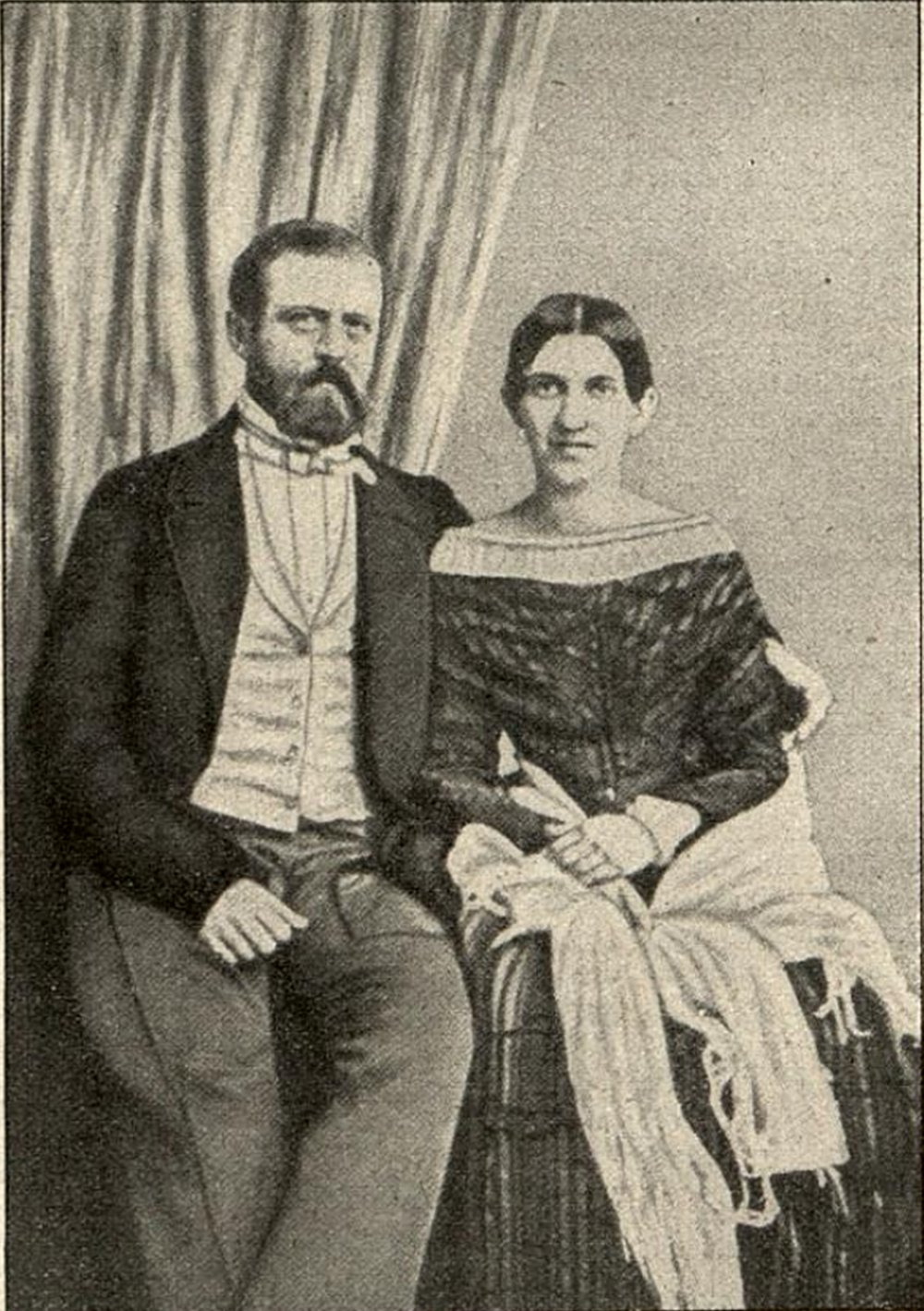
Otto und Johanna von Bismarck als junge Eheleute

Puttkamer wuchs in einem sehr pietistisch geprägten evangelischen Elternhaus im Umfeld der altlutherischen Bewegung auf. Ihre Eltern Heinrich von Puttkamer (* 27. September 1789 in Viartlum; † 3. November 1871 in Reinfeld) und Luitgarde Agnese von Glasenapp (* 17. Oktober 1799 in Gramenz; † 5. September 1863 in Reinfeld) hatten am 1. Dezember 1819 in Gramenz geheiratet.
Mit zwanzig Jahren lernte sie bei der Hochzeit 1844 ihrer Freundin Marie von Thadden-Trieglaff mit Moritz von Blanckenburg ihren späteren Ehemann kennen. Zusammen mit Marie und Moritz von Blankenburg unternahmen sie im folgenden Jahr eine Reise in den Harz. 

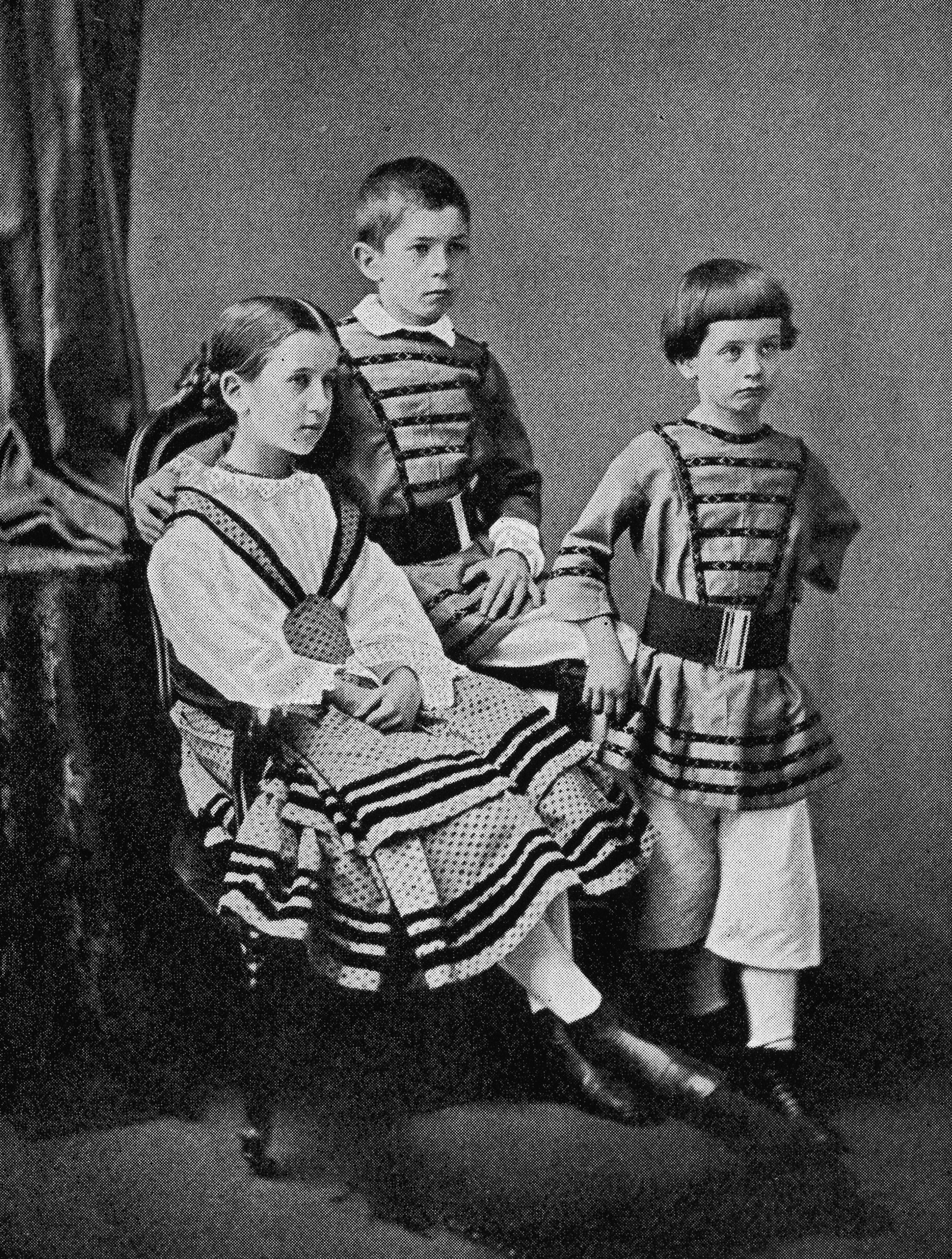
Marie, Herbert und Wilhelm von Bismarck (ca. 1855)

Unter dem Einfluss von Maries frühem Tod im November 1846 hielt Otto von Bismarck am 21. Dezember 1846 in einem diplomatisch und rhetorisch geschickt abgefassten Brief bei Johannas Vater um die Hand von dessen Tochter an. Die Hochzeit fand am 28. Juli 1847 in Reinfeld im Kreis Rummelsburg statt, ein Jahr später gebar sie ihr erstes Kind, Marie (* 21. August 1848; † 8. Februar 1926; 1878 Heirat mit Graf Kuno zu Rantzau), im Dezember 1849 ihr zweites Kind, Herbert, und 1852 ihr drittes Kind, Wilhelm.
Nach dem Tode der Fürstin ordnete Bismarck an, dass seine Gefährtin ihre letzte Ruhe an der Stätte ihres Todes finden sollte, wo das Paar viele Sommer und Winter verlebt hatte. Ein kleines Gartenhaus, das ein Lieblingsplatz der Fürstin war, wurde in eine einfache Grabkapelle umgewandelt, und hier wurde der Sarg beigesetzt:

„Die Beisetzung der Fürstin Johanna Bismarck findet heute Nachmittags in einem zu einem Mausoleum umgestalteten Gartenpavillon statt. Prediger Schumann aus Wussow hält die Leichenrede. Außer den sämmtlichen Mitgliedern der fürstlichen Familie, einer Gräfin Eickstädt, welche schon längere Zeit hier weilt, und dem Professor Schweninger nehmen keinerlei Gäste an der Beisetzung theil. Nur das gesammte Dienstpersonal wurde zu derselben befohlen. Der Sarg wird von sechs Förstern und sechs Inspectoren getragen werden.“

Erst nach dem Tod ihres Gatten wurde ihre Leiche am 14. März 1899 von Varzin nach Friedrichsruh überführt. Dort erfolgte die gemeinsame Beisetzung der Eheleute am 16. März im Bismarck-Mausoleum.

## Bedeutung

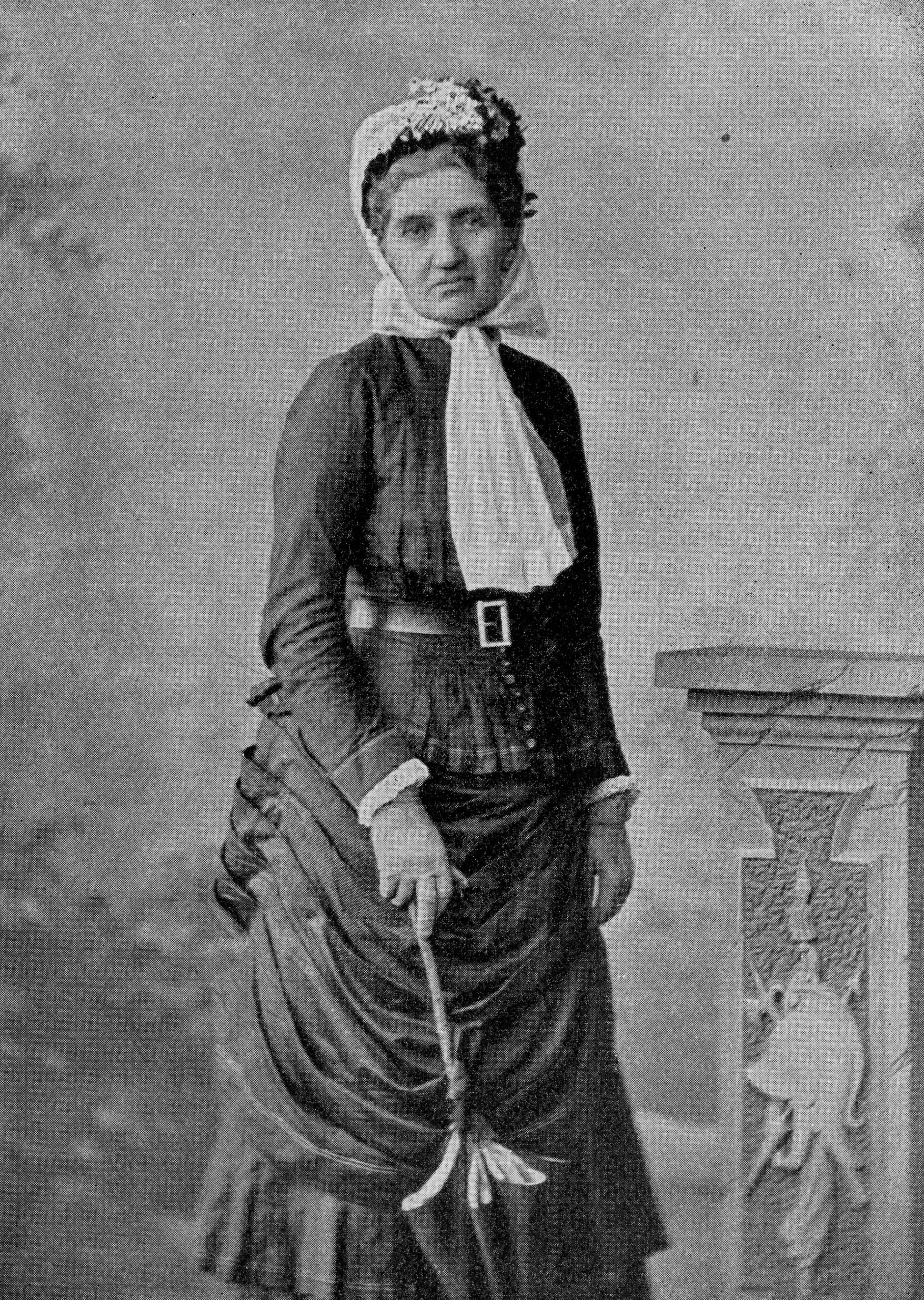
Johanna von Bismarck (1885)

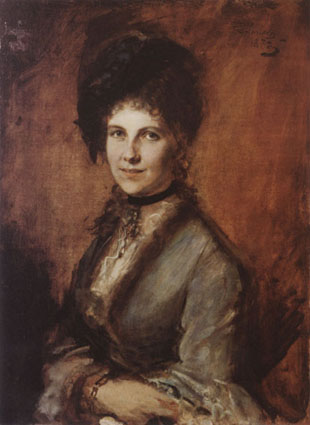
Marie von Schleinitz, Johanna von Bismarcks „Rivalin“

Puttkamers Leben stand gemäß der Quellenlage immer „im Zeichen der Bibel“, generell des christlichen Glaubens und dessen Lehren. Sie war in der tendenziösen literarischen Darstellung nach der Heirat mit Otto von Bismarck 1847 immer die „liebende, verehrende Tochter ihrer Eltern, aufopfernde Ehefrau ihres Gatten und treusorgende Mutter ihrer Kinder“. Man könnte meinen, unter Berücksichtigung der damaligen Umstände erübrigte sich deshalb auch die sich aus heutiger Sicht aufdrängende Frage, „wo ihr Leben dann eigentlich blieb“.
Tatsächlich war sie aber für das Wirken und den Erfolg ihres Ehemannes Otto von Bismarck essentiell, wie folgende Zitate Bismarcks aus Bismarck – Der weiße Revolutionär von Lothar Gall zeigen:

„Ich weiß nicht, wie ich das früher ausgehalten habe; sollte ich jetzt [4½ Jahre nach seiner Hochzeit, also ca. 1851] leben wie damals, ohne Gott, ohne Dich, ohne Kinder – ich wüßte doch in der Tat nicht, warum ich das Leben nicht ablegen sollte wie ein schmutziges Hemd.“

Bismarck anlässlich seiner Hochzeit in einem Brief an seinen Bruder:

„… glaube ich ein großes und nicht mehr gehofftes Glück gemacht zu haben, indem ich ganz kaltblütig gesprochen eine Frau von seltenem Geist und seltenem Adel der Gesinnung heiratete, dabei liebenswürdig und sehr vacile à vivre wie ich nie ein Frauenzimmer gekannt habe.“

In den folgenden Jahren bezeichnete Bismarck seine Ehefrau immer wieder als seinen „Anker an der guten Seite des Ufers“ und fügte einmal hinzu: „Reißt der, so sei Gott meiner Seele gnädig.“
Die gesellschaftliche Rolle von Bismarcks Gattin verdient auch heute noch bei der Diskussion der Rolle der Frau in der Politik und Wirtschaft Beachtung, auch wenn sie zu Lebzeiten nicht unangefochten blieb: Bei Hofe etwa stand sie in Rivalität zur Gräfin Schleinitz, der Gattin des Bismarck-kritischen königlichen Hausministers Alexander von Schleinitz, die ihr nicht nur intellektuell und äußerlich überlegen war, sondern auch die liberal-aristokratische Opposition gegen Bismarck als Salonière und „grande dame“ wirkungsvoll repräsentierte.

## Ehrungen
- Der Johannaplatz in Berlin-Grunewald ist 1898 nach ihr benannt worden.[6]
- Das Hildegard-Wegschneider-Gymnasium in Berlin-Grunewald (Lassenstr. 16/20) hieß von 1939 bis 1946 Johanna-von-Puttkamer-Schule.[7]

## Werke
- Briefe an ihren Sohn Wilhelm und ihre Schwägerin Malwine von Arnim-Kröchlendorff geb. von Bismarck. Berlin 1924